# Božava
Božava falu Horvátországban Zára megyében. Közigazgatásilag Salihoz tartozik.

## Fekvése
Zárától légvonalban 26 km-re nyugatra, községközpontjától légvonalban 31 km-re, közúton 39 km-re északnyugatra a Dugi-sziget északnyugati részén, a božavai mező szélén, egy fenyőerdővel övezett északkeleti fekvésű öbölben fekszik.

## Története
Az itt található ókori halomsírok tanúsága szerint területén már az ókorban az illírek erődített települése volt. A rómaiak jelenlétét egy villagazdaság romjai, valamint egy Šipnatánál előkerült késő római szarkofágfedél igazolja. Božava első írásos említése 1327-ben „Bosave” néven történt, de néhány lelet alapján feltételezhető, hogy a horvátok már a 9. században megalapították itt saját településüket. A neves horvát nyelvész Petar Skok feltételezése szerint a település neve az itt egykor állt bencés kolostorral kapcsolatos, amelynek romjai ma is láthatók Kantunadánál. A bencés atyákat ugyanis a nép akkoriban “božji ljudi”-nak, azaz istenes embereknek nevezte. Ivan Ostojić professzor más véleményen van, mivel szerinte a név a zárai apácáktól származik, akiknek itt volt az egyik birtokuk. Tény, hogy a középkorban ez a terület valóban a zárai Szűz Mária bencés kolostor birtoka volt. A falu területe a sziget többi részéhez hasonlóan Zárához tartozott, majd 1409-től a várossal együtt a Velencei Köztársaság része lett. A török kalózokkal vívott tengeri csatákban a falut többször lerombolták, 1686-ban ulcinji kalózok rabolták ki. A lakosság a sziget északi részének többi településre (Soline, Veli Rat, Dragove, Verunić, Polje, Brbinj és Savar) menekült. A 18. század végén Napóleon megszüntette a Velencei Köztársaságot. Dugi otok 1797 és 1805 között Habsburg uralom alá került, majd az egész Dalmáciával együtt a Francia Császárság része lett. 1815-ben a bécsi kongresszus újra Ausztriának adta, amely a Dalmát Királyság részeként Zárából igazgatta 1918-ig. A településnek 1857-ben 180, 1910-ben 261 lakosa volt. 1902-ig az Uglešić család volt a birtokosa, de ekkor lakói megváltották házaikat és földjeiket. Az első világháborút követően előbb a Szerb-Horvát-Szlovén Királyság, majd Jugoszlávia része lett. A népesség nagyarányú csökkenése az 1970-es években megindult kivándorlás (főként Amerikába és Ausztráliába) miatt történt. A falunak 2011-ben 116 lakosa volt, akik hagyományosan mezőgazdasággal, halászattal és újabban egyre inkább turizmussal foglalkoznak. Božava ugyanis a sziget turisztikailag legfejlettebb települése szállodatömbökkel és számos vendéglátóipari objektummal. Szállodáit nemrég felújították és magasabb kategóriára emelték. Božava emellett búvárközpont is ahol búváriskola működik. A településnek orvosi rendelője, postája, péküzlete, trafikja, két vegyesáruüzlete van.

## Lakosság

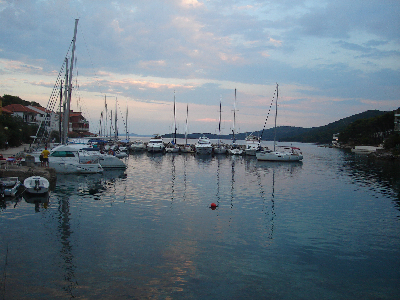
Božava kikötője

| Lakosság változása | Lakosság változása | Lakosság változása | Lakosság változása | Lakosság változása | Lakosság változása | Lakosság változása | Lakosság változása | Lakosság változása | Lakosság változása | Lakosság változása | Lakosság változása | Lakosság változása | Lakosság változása | Lakosság változása | Lakosság változása |
| ------------------ | ------------------ | ------------------ | ------------------ | ------------------ | ------------------ | ------------------ | ------------------ | ------------------ | ------------------ | ------------------ | ------------------ | ------------------ | ------------------ | ------------------ | ------------------ |
| 1857               | 1869               | 1880               | 1890               | 1900               | 1910               | 1921               | 1931               | 1948               | 1953               | 1961               | 1971               | 1981               | 1991               | 2001               | 2011               |
| 180                | 0                  | 195                | 239                | 277                | 261                | 335                | 248                | 260                | 269                | 262                | 248                | 139                | 166                | 127                | 116                |

## Nevezetességei
- A település eredeti Szent Miklós plébániatemploma ma temetőkápolna. A templom valószínűleg kora középkori eredetű. Ezt erősíti meg az a tény, hogy a 14. század végén már annyira rozoga volt, hogy újjá kellett építeni. Egy 1385. május 29-én kelt okirat szerint ugyanis Bartul zárai építész, valamint a božavai Maroj és Kršul Hrvatinić kötelezettséget vállaltak, hogy az eredeti helyen Szent Miklós tiszteletére új templomot építenek (“ecclesia Sancti Nicolai de Bosava”).[2] 1882-ben ez a templom is tönkrement és a plébániaház közelében újabb templomot kellett építeni ugyancsak Szent Miklós tiszteletére. A temetőben álló régi templomot ma Szent Keresztnek nevezik arról a 15. század első feléből származó értékes feszületről amely a korabeli gótikus faszobrászat remeke. Korpuszának mérete 170 cm és temperával van színezve. Ljubljanában szakszerűen restaurálták és ma a plébániatemplomban őrzik. A templom bejárata felett egy Szent Miklós dombormű látható az 1469-es évszámmal. A templom felújításakor két, növényi indás díszítésű kora román faragott kőtáblát találtak, amelyek egykor a szentélyt a hívektől választották el.[2]
- Szent Miklós tiszteletére szentelt plébániatemploma 9. századi eredetű, mai formájában 1882-ben épült. Értékes tárgyai között három 14–15. századi aranyozott ezüst körmeneti kereszt található, Stjepan és Pavol Petar Kotoranin zárai aranyművesek munkái.[2]
- A Nediljno-félszigeten egy Sv. Nedeljice (Szentháromság) titulusú kis templomocska található, amit a 17. században említenek.[2]
- A part közelében egy kőfalakkal védett udvarház látható puskalőrésekkel, amelyet a 18. században a kalózok ellen építettek.[2]